# WDS J22421-0506
WDS J22421-0506 — тройная звезда в созвездии Водолея на расстоянии приблизительно 795 световых лет (около 244 парсеков) от Солнца.

## Характеристики
Первый компонент (LP Водолея (лат. LP Aquarii), HD 214983) — красный гигант, пульсирующая медленная неправильная переменная звезда (LB) спектрального класса M0 или M4III. Видимая звёздная величина звезды — от +6,64m до +6,3m. Эффективная температура — около 3582 К.
Второй компонент (BD-05 5843B) — жёлтая звезда спектрального класса G. Видимая звёздная величина звезды — +9,7m. Эффективная температура — около 5253 К. Удалён на 75,1 угловых секунды.
Третий компонент удалён на 162,4 угловых секунды.